# Aoba (wyspa)
Aoba (znana również jako Ambae) – wyspa wulkaniczna położona na południowym Pacyfiku, należąca do Vanuatu. Jeszcze w 2018 r. zamieszkiwało ją ok. 10 000 ludzi. Na wyspie nie ma większych miast, choć w największym ośrodku, mieście Longana znajduje się lotnisko Longana obsługiwane przez linie lotnicze Vanair.
14 sierpnia 2018 r. przedstawiciel rządu potwierdził ewakuację ostatnich mieszkańców Aoby z powodu erupcji wulkanu. Ponad 3000 osób zostało przeniesionych na Santo, 2600 na Maewo, a reszta ewakuowała się sama.